# Paul Hertzog
Paul Hertzog est un compositeur américain de musiques de film.

## Musiques de film
- 1986 : My Chauffeur de David Beaird
- 1986 : Hollywood Zap! de David Cohen
- 1987 : Street Justice de Richard C. Sarafian
- 1988 : Bloodsport de Newt Arnold
- 1988 : Dangerous Love de Marty Ollstein
- 1989 : Kickboxer de Mark DiSalle et David Worth
- 1991 : Combat sans merci (Breathing Fire) de Lou Kennedy, Brandon Pender, Brandon De-Wilde
- 2024 : The Last Kumite de Ross W. Clarkson